# آدا ونغ

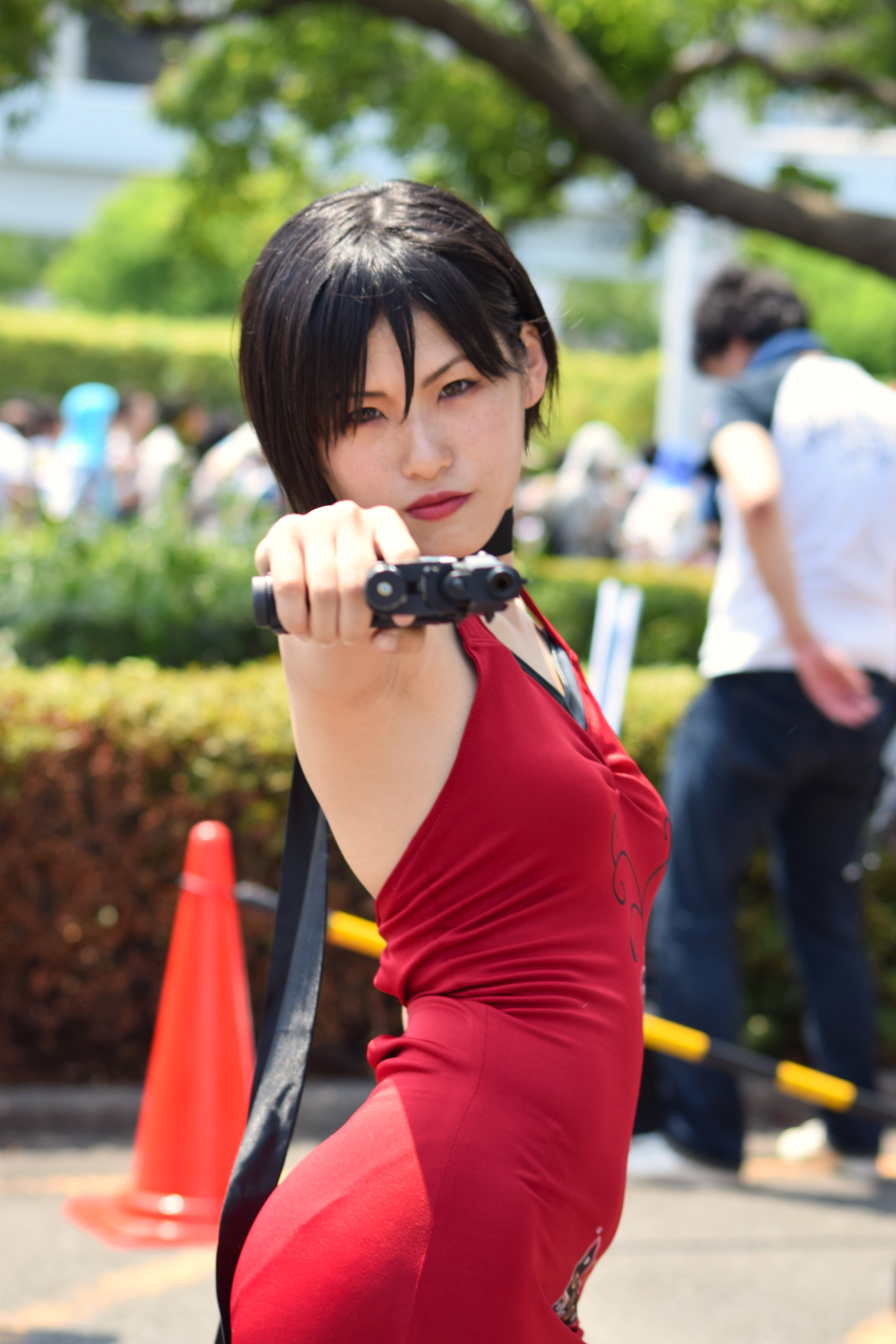
ايدا ونغ

ايدا ونغ (بالإنجليزية: Ada Wong)‏ هي شخصية في لعبة الشر المقيم 4 هي امرأة من أصل صيني، فاتنة وعميلة سرية لجماعة غامضة وقوية تعرف باسم «ترايسيل» أول ظهور لها في الشر المقيم 2 وكان ظهورها في الشر المقيم 4 هو الأفضل في السلسلة حيث أنها كانت تساعد ليون في مهمته لإنقاذ ابنة رئيس الولايات المتحدة آشلي غراهام، وكان هدفها الحقيقي هو الحصول على عينة من الطفيليات Plagas فيغاس ل منظمتها، وأرسلت عينة مزيفة إلى ويسكر.

## قصة آيدا ونغ
آيدا كانت تعيش في الصين ولكن انتقلت إلى الولايات المتحدة لان منظمنتها أرسلتها لكي تتجسس على آمبريلا فصادقة جون (أحد علماء آمبريلا) لكي تحصل على عينة من (الجي-فايروس) لمنظمتها إلى أن اختفى في ظروف غامضة، فقررت ان تبحث عنه وذهبت إلى مدينة (راكون) ومن هنا تبدأ قصتها، ذهبت آدا إلى مدينة (راكون) وعرفت ان الصحفي (بن) قد يعلم اين جون أو ماحصل له.
وعلقت آيدا في موقف سيارات إلى أن اتى (ليون اس كينيدي) واطلقت عليه النار ولكن لم تصبه واقتربت وعرفت انه ليس (زومبي) فسألها ليون من هي واخبرته اسمها وانها تبحث عن جون فقالت له انه إذا ساعدها في دفع تلك السيارة التي تسد الباب قد يخرجان من موقف السيارات فساعدها وانطلقت بسرعة إلى الباب من دون ليون ووصلت إلى (بن) ولحقها ليون بأقصى سرعه له وتقابلوا واخبرت آيد (بن) عن جون وماحصل له وسألته ان كان يعرف ماحصل له ولكن (بن) لم يجبها.
بعد ذلك قررت ان تذهب ولحقها ليون وكانوا يبحثون عن جون إلى أن سمعوا صوت صراخ (بن) فذهبت ايدا بسرعه ولحقها ليون ولكن ليون سبقها ورأى وحش يهاجم (بن) ويضع شي في جسمه وذهب الوحش بسرعه وخرج شيء من صدر (بن) وانفجر في تلك اللحظة كانت ايدا قد دخلت ورأت المنظر البشع وذهبت بسرعه ولحقها ليون مرة أخرى وبدأ بأخبارها انه شرطي ويجب عليه حمايتها وانها كانت تتصرف كالغبيه عندما تهرب فقررت آيدا ان تستمع له وتبقى معه واكملوا طريقهم ووجودوا طريقاً مسدود ولكن توجد فتحه فوق وقالت آيدا لليون انها سوف تدخل وطلبت منه ان يحملها إلى هناك ووافق ودخلت آيدا ووجدت باب ومفتاح وذهبت للفتحه وقالت لليون انها لا تستطيع أن تصل للفتحه ورمت له المفتاح وقالت انها سوف تقابله في المجارير وذهبت إلى الباب وبدأت مغامرتها.
ووصلت إلى المجارير ووجدت ليون ولكن انيت زوجة الدكتور ويليام اطلقت النار على آيدا ولكن ليون الشجاع انقذها وتعرض هو للاصابه وكانت خطيرة وذهبت آيدا لكي تبحث عن انيت ووجدتها ومن ثم اسقطت آيدا انيت وذهبت واكملت طريقها إلى ليون وساعدته وذهبوا إلى شاحنة عملاقة لكن الوحش الذي قتل (بن) عاد وادخل يده في الشاحنة وطعن آيدا وذهب ليون بسرعه لقتل الوحش وعاد إلى آيدا وحملها إلى اقرب غرفه وقال لها انه سوف يعثر على دوآء مناسب لها ولكن آيدا اخبرته انها لن تنفعه في شيء وعليه ان يهرب ولكن ليون لم يستمع لها وذهب للبحث عن دوآء ولكن في طريقه وجد انيت واخبرته ان آيدا جاسوسة وانها تطمع في الجي فايروس ولكن ليون لم يكترث لها لأنه يعرف آيدا جيداً وذهب وكان معه الجي فايروس وفي طريقه للعوده وجد آيدا وهي توجه له المسدس وتهدده ان يعطيها الجي-فايروس ولكن ليون يخبرها بانها لا تستطيع فعل هذا وتخفض آيدا سلاحها ورأسها ولكن انيت تطلق النار على آيدا وتسقط ولكن ليون يمسكها من يدها ويقول لها انه لايستطيع تركها ابداً وترد عليه بأنها مجرد فتاة وقعت في حبه وتودعه وتفلت يده وتسقط ويبدأ ليون بصراخ باسمها والبكاء ومن ثم يقوم برمي الجي فايروس عند المكان الذي سقطت في آيدا مع انه عرف انها جاسوسه إلى أنه متأكد من حبها له وحبه لها، ويتقابلون مرة اخره في الشر المقيم 4 ولكن مهمة آيدا هي ان تحظر البلاجا لمنظمتها وترسل عينه مزيفه لويسكر ولكن ويسكر يقول لها ان تقتل ليون ولكن آيدا تعارضه وتقوم بمساعدتة وقتل كل من يتعرض طريقه ومن هم (كراوزر-شيف القرية -سادلر) ويتقابلون مرة ثالثة ولكن في الشر المقيم 6. وتقتل في الشر المقام 6.

## وصلات خارجية
- Ada Wong – The Resident Evil Wiki
- Ada Wong – Capcom Database Wiki